# Hrabstwo Floyd (Teksas)

Piramida wieku hrabstwa

Hrabstwo Floyd – hrabstwo położone w USA, w stanie Teksas, na Wysokich Równinach. Utworzone w 1876 r. Główne miejscowości obejmują Floydada (siedziba hrabstwa) i Lockney.

## Sąsiednie hrabstwa
- Hrabstwo Briscoe (północ)
- Hrabstwo Motley (wschód)
- Hrabstwo Dickens (południowy wschód)
- Hrabstwo Crosby (południe)
- Hrabstwo Lubbock (południowy zachód)
- Hrabstwo Hale (zachód)
- Hrabstwo Swisher (północny zachód)

## Gospodarka
Według danych 2017 hrabstwo znalazło się na 13. miejscu w stanie pod względem zysków z upraw, jednak według danych z 2022 spadło na 31. miejsce.
- uprawa bawełny (5. miejsce w stanie), pszenicy, kukurydzy i sorgo[2]
- hodowla bydła (20. miejsce) i owiec[2]
- uprawa warzyw i owoców (słonecznik, cebula, papryka, ogórki i orzechy pekan[3])[2]
- usługi zdrowotne i edukacyjne (ponad 25% zatrudnionych)[4].

## Demografia
W latach 2000–2020 populacja hrabstwa skurczyła się o 30,5%. Według danych z 2023, struktura rasowa wyglądała następująco:
- Latynosi – 58,7%
- biali nielatynoscy – 35,9%
- czarni lub Afroamerykanie – 4,8%
- rasy mieszanej – 2%
- rdzenni Amerykanie – 1,6%
- Azjaci – 0,5%[5].